# Ceia em Emaús (Caravaggio, Milão)
A Ceia em Emaús é uma pintura a óleo sobre tela de 1606 do mestre pintor italiano do barroco Michelangelo Merisi da Caravaggio que se encontra atualmente na Pinacoteca de Brera de Milão.
O quadro representa o episódio bíblico conhecido como Ceia em Emaús, narrado no Evangelho de S. Lucas (Lucas 24:13–35), uma das primeiras aparições de Jesus após a ressurreição depois da descoberta do seu túmulo vazio. Tanto o encontro com os dois discípulos na estrada como a subsequente ceia em Emaús são temas muito tratados na pintura.
A obra foi realizada por Caravaggio em Palestrina, ou em Zagarolo, feudos do seu protetor Colonna, imediatamente após o pintor ter fugido de Roma após o assassínio de Ranuccio Tommasoni. Como conta o seu biógrafo Bellori, a obra foi encomendada pelo Marquês Patrizi, tratando-se portanto de obra destinada a devoção privada.
Foi doada à Pinacoteca de Brera, em 1939, pela Associação "Amici di Brera".

## Descrição e estilo
É forçoso fazer-se desde logo a comparação com a outra Ceia em Emaús de Caravaggio de 1601 que está em Londres; mas enquanto na primeira havia mais luz e a composição era mais complexa, na posterior a cena é extremamente simples e escura, com alguns objetos sobre a mesa que criam sombras profundas.
Comparando ainda com o primeiro quadro, o momento representado é posterior, porquanto o pão que está sobre a mesa já aparece claramente cortado. Caravaggio quer, evidentemente, representar o tempo de repouso. Em vez de uma natureza morta cuidadosamente desenhada na mesa como na obra de Londres, que incluía uma maravilhosa cesta de fruta muito semelhante à da famosa Cesta de fruta conservada na Pinacoteca Ambrosiana, agora surgem alguns poucos elementos pobres e descarregados: o pão, o jarro de água, dois pratos simples.

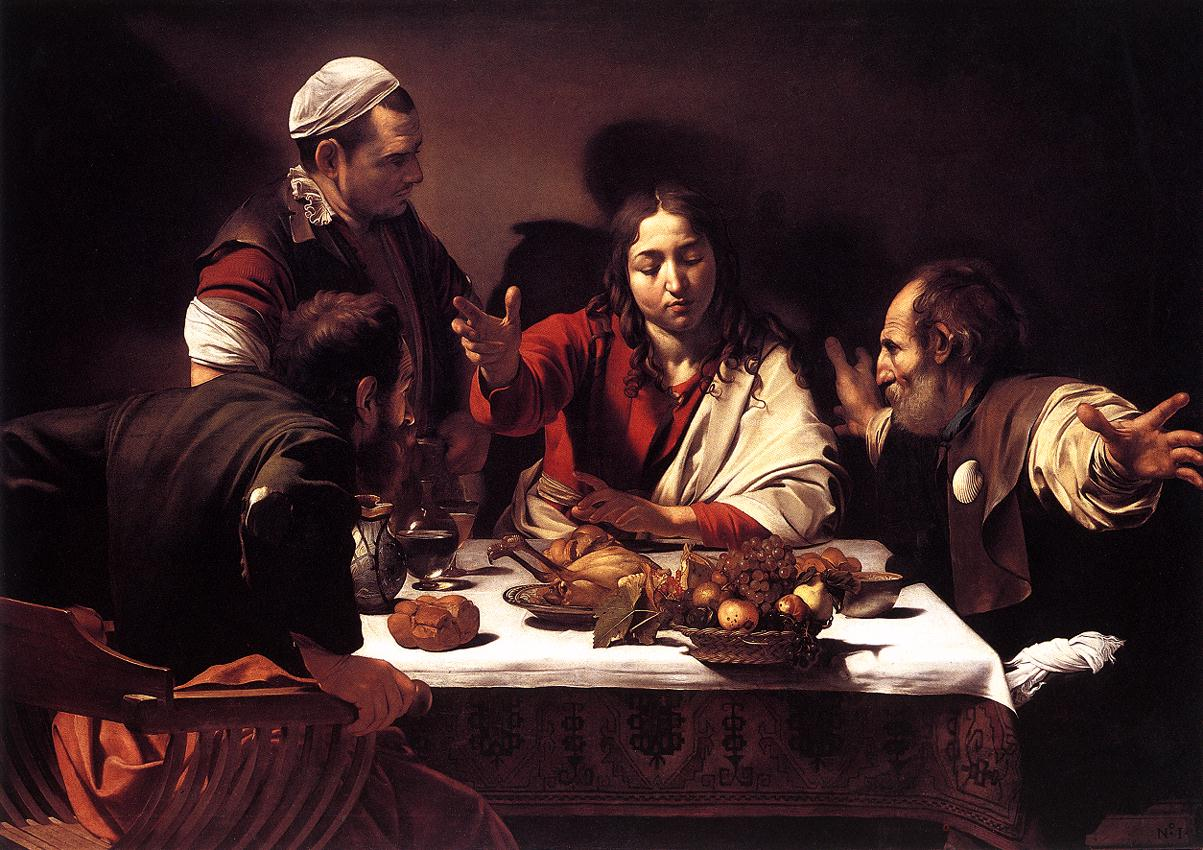
A Ceia em Emaús (1601), Caravaggio, Galeria Nacional de Londres

A gama de cores é bastante reduzida, tendendo para o monocromático, com poucas cores ocres de que se destaca apenas o azul da túnica de Cristo. O estilo abandona definitivamente a grande precisão que havia caracterizado as primeiras obras, em que eram enfatizados os detalhes para conferir verdade e concretude à cena. Agora o despojamento contribui para focar a atenção no forte conteúdo emocional do tema, influindo fortemente sobre o espectador e não o distraindo com detalhes. Restam mesmo assim algumas notas de grande naturalismo que mostram a perícia excepcional do autor como o contraste entre as duas mãos apoiadas na mesa, uma jovem e delicada, a de Cristo, e outra marcada pelo sol e pela fadiga, a do peregrino.
O Cristo de Brera não tem nada a ver com o andrógino de Londres; agora está um homem cansado, com o rosto profundamente marcado pela dor e fadiga. É posto muito cuidado na descrição da aparência humilde e resignada dos peregrinos, do hospedeiro e da serva, demorando-se nas faces e pescoços enrugados como na famoso e um pouco anterior Nossa Senhora dos Peregrinos.
Com esta obra, Caravaggio inicia o que será o último período da sua vida artística, caracterizado pela redução considerável dos personagens, que parecem quase retirar-se em favor do espaço, e da dramatização progressiva da luz, não tão poderosa como nos anos romanos, mas mais escura, ou tragicamente cintilante.

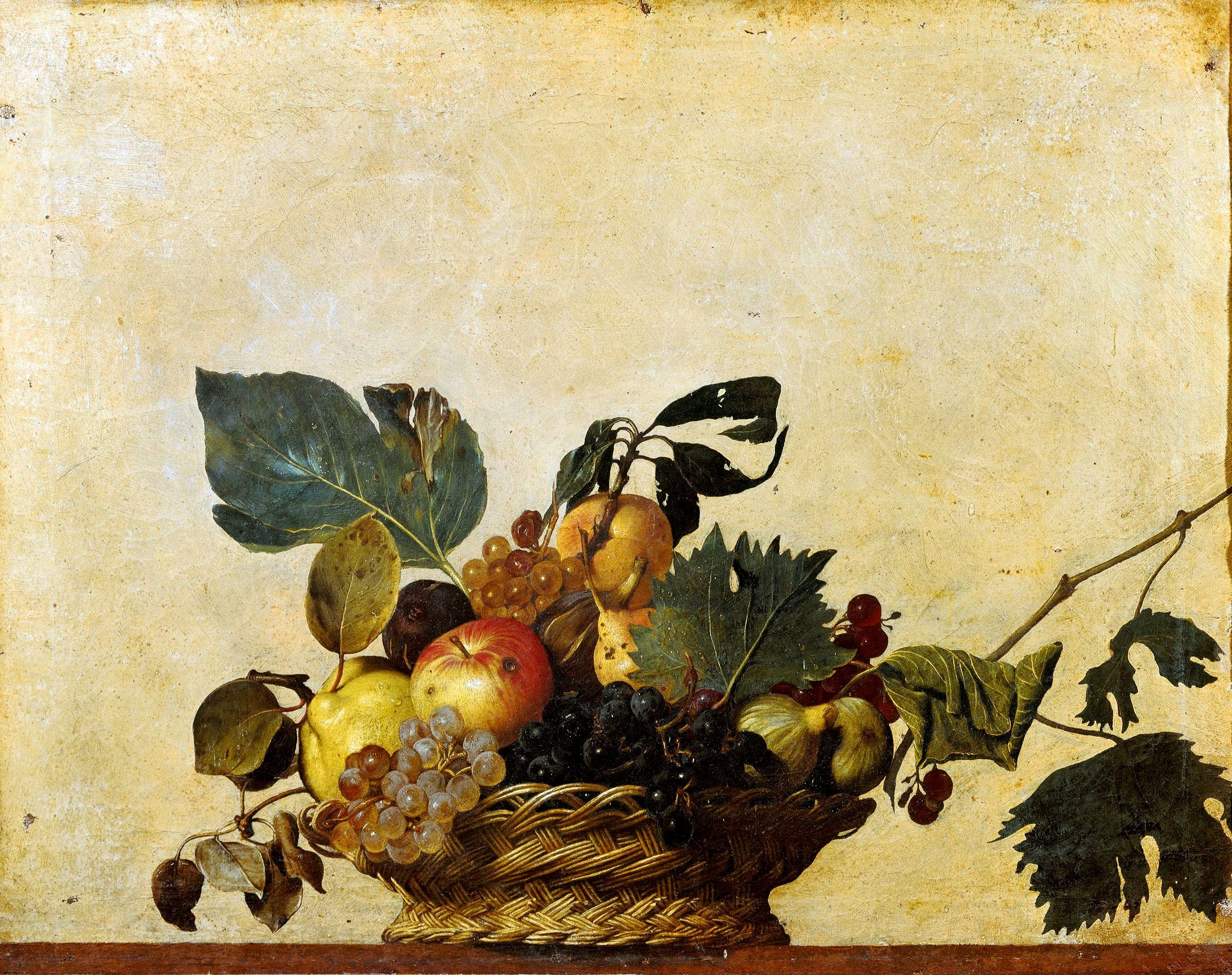
Cesta de fruta (1599), Caravaggio, Pinacoteca Ambrosiana, Milão

.

## Ligação externa
- Pinacoteca de Brera - sítio oficial